# Křtomil
Křtomil település Csehországban, Přerovi járásban. Křtomil Bystřice pod Hostýnem és Lipová településekkel határos. Lakosainak száma 409 fő (2024. január 1.).

## Népesség
A település lakosságának változását az alábbi diagram mutatja:
| Lakosok száma | 310  | 410  | 451  | 470  | 419  | 413  | 444  | 424  | 412  | 409  |
|               | 1869 | 1900 | 1921 | 1961 | 1980 | 2011 | 2016 | 2019 | 2021 | 2024 |